# Ртутьстронций
Ртутьстронций — бинарное неорганическое соединение
стронция и ртути
с формулой SrHg,
кристаллы.

## Получение
- Сплавление стехиометрических количеств чистых веществ в инертной атмосфере:

{\displaystyle {\mathsf {Sr+Hg\ {\xrightarrow {850^{o}C}}\ SrHg}}}

## Физические свойства
Ртутьстронций образует кристаллы
кубической сингонии,
пространственная группа P m3m,
параметры ячейки a = 0,3955 нм, Z = 1,
структура типа хлорида цезия CsCl
.
Соединение конгруэнтно плавится при температуре 850°C .